# Kunstjahr 1520
Liste der Kunstjahre

◄◄ | ◄ | 1516 | 1517 | 1518 | 1519 | Kunstjahr 1520 | 1521 | 1522 | 1523 | 1524 | ►

Weitere Ereignisse
Dieser Artikel behandelt das Kunstjahr 1520.

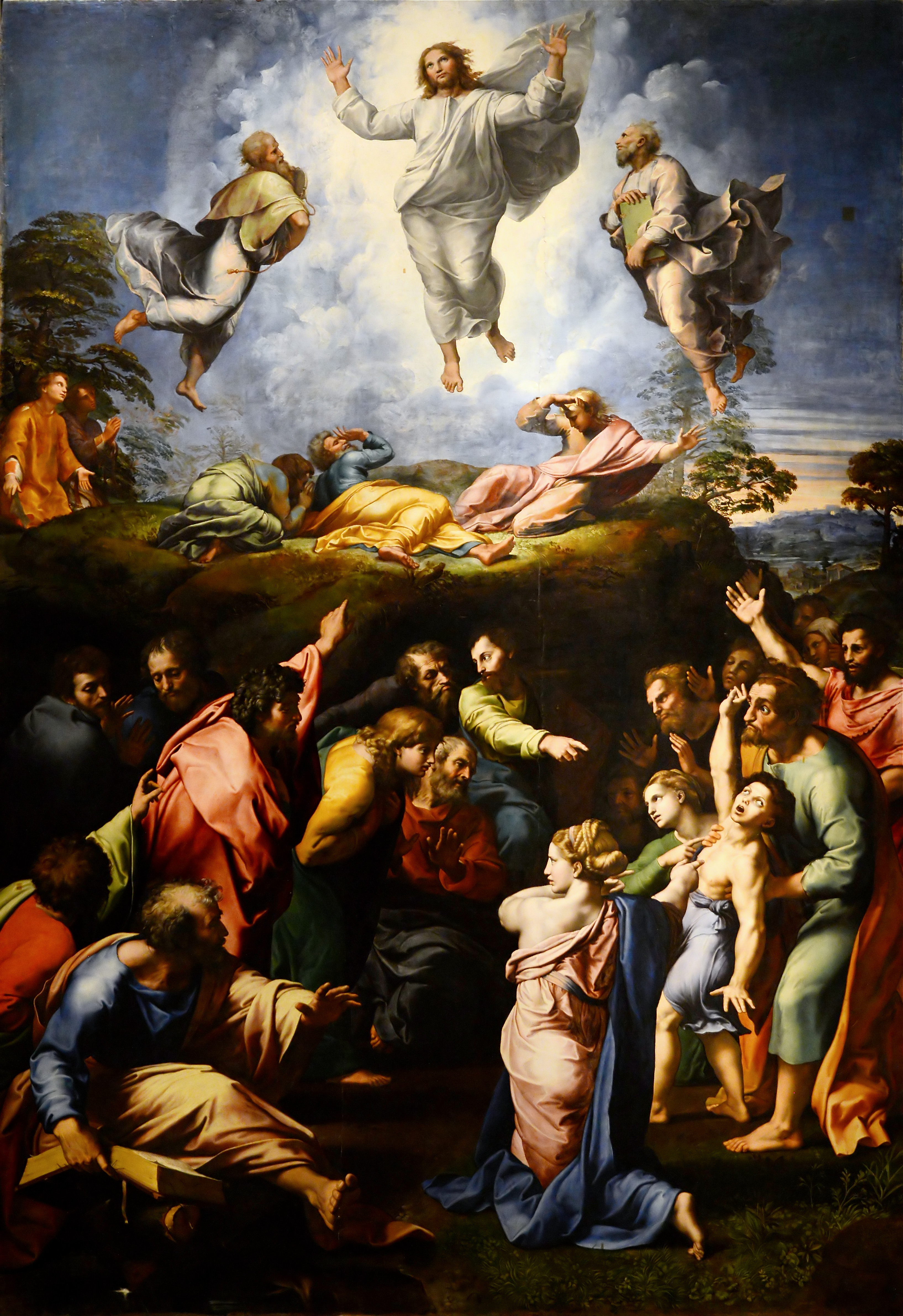
Raffael, Transfiguration

## Ereignisse
Um das Jahr 1520 beginnt die kunsthistorische Epoche des Manierismus. Der Manierismus basiert ursprünglich auf der Idee, dass ein Künstler seinen ganz eigenen Stil, die maniera, entwickeln und hervorheben solle. Dabei werden alle technischen Möglichkeiten zu einer extremen Gestaltung ausgeschöpft. Es handelt sich je nach Definition um eine Form der Spätrenaissance oder um einen Übergangsstil zwischen Renaissance und Barock, die ihren Ursprung in Italien hat, mit Zentren in Rom und Florenz. Manieristische Werke entstehen insbesondere in Malerei, Plastik und Baukunst.

### Architektur

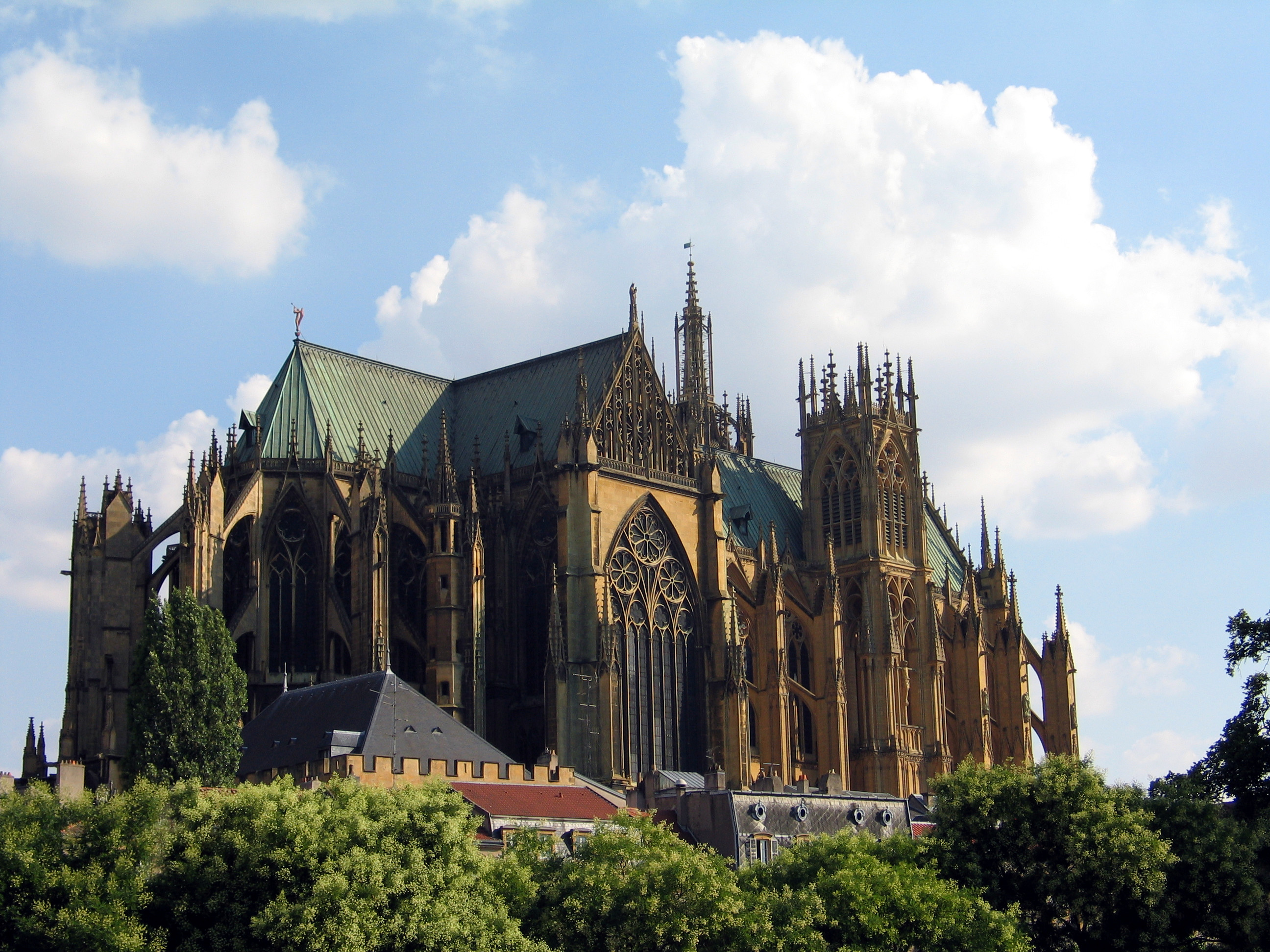
Die Kathedrale Saint-Étienne

Nach rund 300 Jahren Bauzeit wird die gotische Kathedrale von Metz vollendet. Der Bau konnte wegen der Lage des Bauplatzes am Rande der Stadt und am Abhang zum Moselufer nicht, wie üblich, geostet werden, sondern musste um mehr als 50° nach Norden gedreht werden, so dass seine Hauptachse in nordnordöstlicher Richtung liegt. Nach Fertigstellung der Kathedrale wird die trennende Wand zur 1186 im rechten Winke zur Kathedrale errichteten, mittlerweile ebenfalls gotisierten, Kollegiatkirche Notre-Dame-de-la-Ronde, abgetragen. Aus diesem Grund hat die Kathedrale kein westliches Hauptportal, sondern nur zwei Seitenportale unterhalb der beiden Türme. Auch die ungewöhnliche Lage der Türme ist so zu erklären: Sie markieren das Ende des Hauptschiffes der Kathedrale, dort wo sie auf die ältere Kapelle stößt. Als Hauptportal dient das schräg zur Hauptachse der Kirche angelegte Portal am Ende des südöstlichen Langhauses zum Place d’Armes hin. 
Nach dem Tod Gregor Hausers wird Michel Fröschl sein Nachfolger als Dombaumeister am Stephansdom in Wien. Während seiner Amtszeit als Dombaumeister ruhte der Weiterbau des Doms, so dass sich seine Tätigkeit auf Ausstattungsarbeiten konzentriert. Von seiner Hand hat sich die Zeichnung eines für den für den Stephansdom bestimmten und formal der dortigen Domkanzel verwandten spätgotischen Sakramentshauses mit Astwerkformen und gebogenen Fialen erhalten.

### Malerei
- 6. April: Beim Tod Raffaels ist das Auftragsbild Transfiguration bis auf einige kleinere Stellen fertiggestellt.

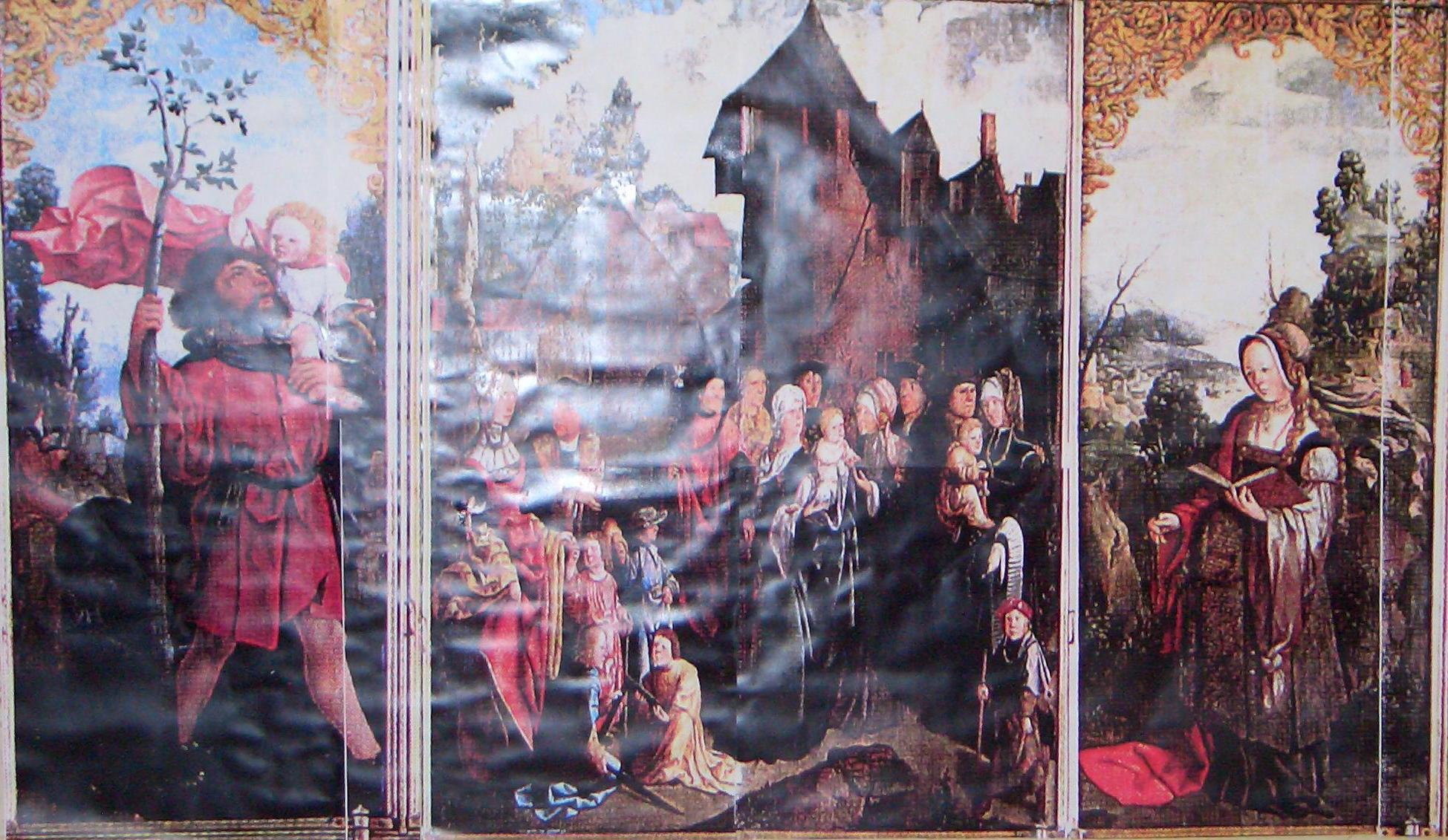
Frangipani-Altar

- Der Frangipani-Altar in der Pfarrkirche zum Hl. Martin in Obervellach in Kärnten, gemalt von Jan van Scorel im Renaissance-Stil, entsteht. Er besteht aus drei Tafeln, auf welchen die Heilige Familie, der Heilige Christophorus und die Heilige Apollonia dargestellt werden. Die beiden letzteren auf den Seitenflügeln dargestellten Heiligen lassen auf die Auftraggeber schließen, den Kaiserlichen Feldhauptmann Christoph Frangipani und seine Frau Apollonia Lang von Wellenburg.

- 1520/1521: Nach dem Tod Raffaels vollendet sein Schüler Giulio Romano das Gemälde Selbstporträt mit einem Freund.

### Zeichnung

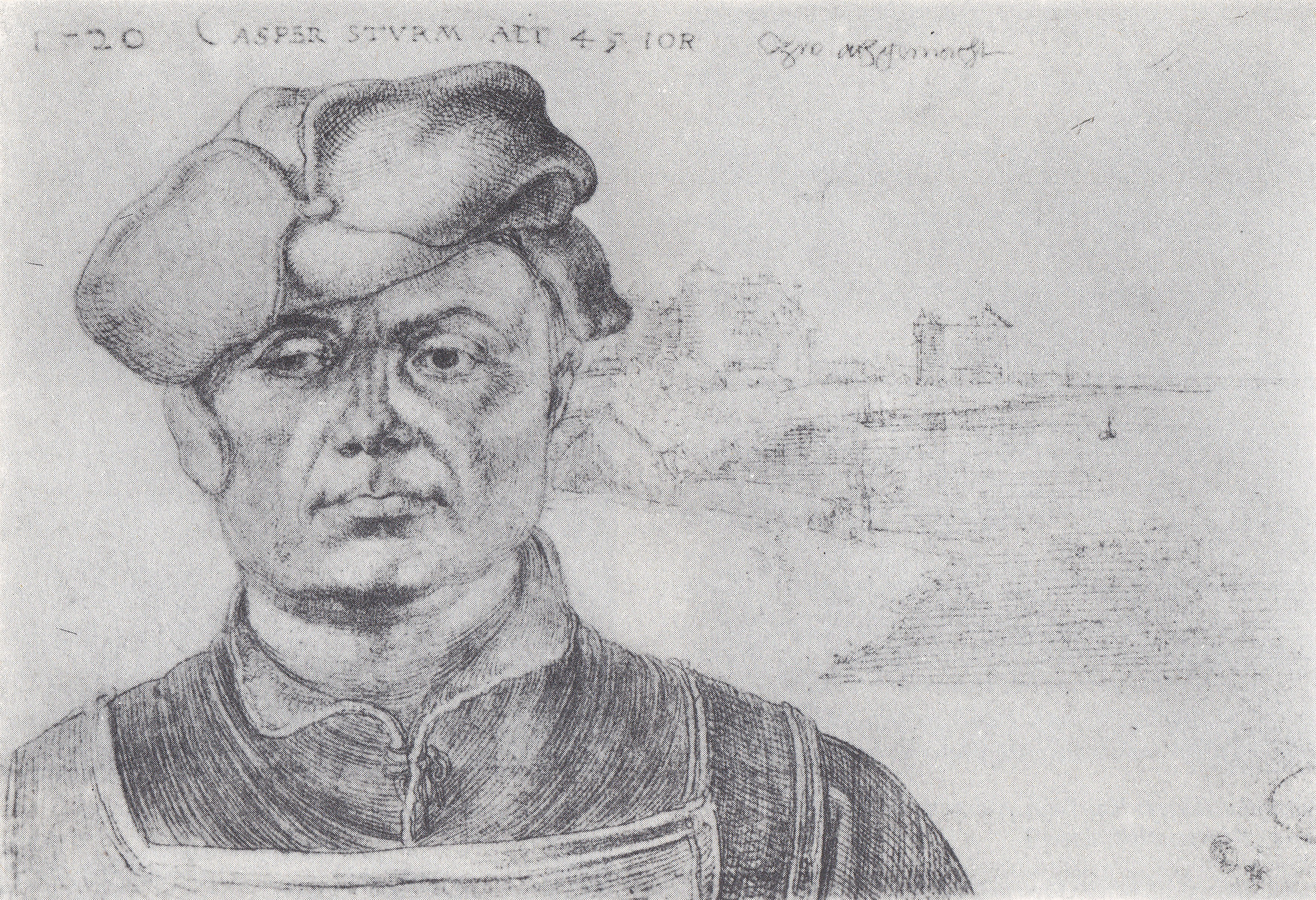
CASPER STVRM ALT 45 IOR
Silberstiftzeichnung von Albrecht Dürer

- um den 27. Oktober: Albrecht Dürer wohnt in Aachen den Krönungsfeierlichkeiten Karls V. bei und „konterfeit“ bei dieser Gelegenheit den neu ernannten Reichsherold Kaspar Sturm.

### Kartografie

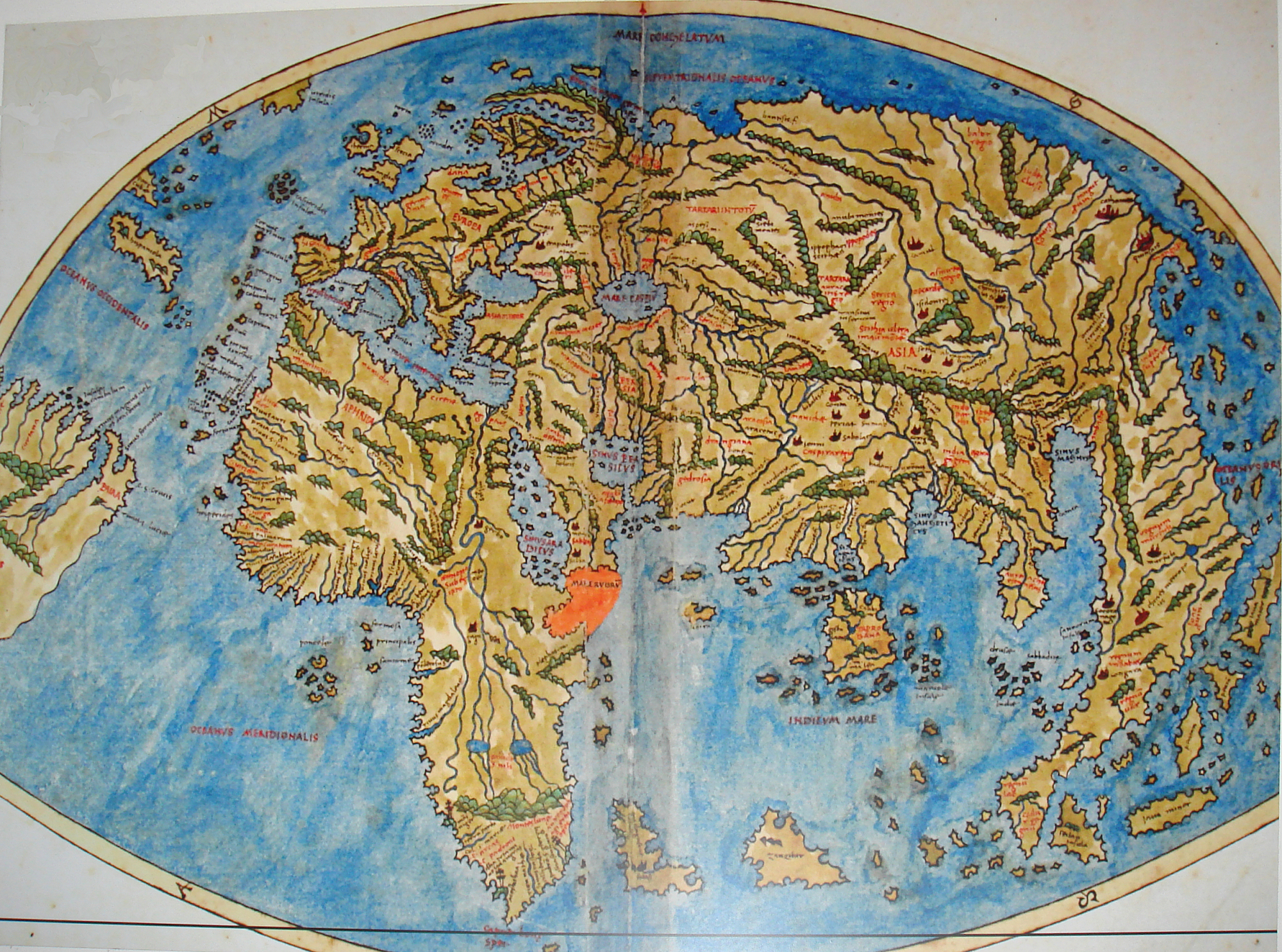
Weltkarte, Pietro Coppo, Venedig 1520

## Geboren

### Genaues Geburtsdatum unbekannt
- Giacomo del Duca: italienischer Architekt und Bildhauer; Schüler des Michelangelo († 1604)
- Giorgio Ghisi, italienischer Kupferstecher und Tausiator († 1582)
- Martin van Cleve, flämischer Maler († 1570)

### Geboren um 1520
- Gaspar Becerra: spanischer Maler, Bildhauer und Architekt († 1570)
- Jean Crespin, französisch-schweizerischer Jurist, Autor und Buchdrucker († 1572)
- Étienne Dupérac: französischer Zeichner, Radierer, Kunstmaler, Architekt und Dekorateur († 1604)
- Marcus Gerards der Ältere, flämischer Maler, Grafiker und Graveur († nach 1586 und vor 1604)
- David Kandel, Straßburger Grafiker († um 1590)
- Hanns Lautensack, deutscher Kupferstecher und Radierer († um 1565)

## Gestorben

### Todesdatum gesichert
- 16. März: Martin Waldseemüller, deutscher Kartograf, prägte den Namen America (* um 1472/75)
- 06. April: Raffaello Sanzio da Urbino, kurz Raffael, italienischer Maler und Architekt (* 1483)
- 06. April: Hans Schicklin, Schweizer Kunstschreiner und Bildschnitzer
- 11. April: Agostino Chigi, italienischer Unternehmer und Mäzen zahlreicher Künstler (* 1466)
- 20. September: Gregor Hauser, österreichischer Architekt und Steinmetz, Dombaumeister des Wiener Stephansdoms (* um 1470)
- 06. Dezember: Bartolomé Ordóñez, spanischer Bildhauer (* um 1480)

### Genaues Todesdatum unbekannt
- Şeyh Hamdullah, osmanischer Kalligraph (* 1429)
- Soltan Ali Maschhadi, persischer Kalligraph (* 1435)
- Marx Reichlich, Tiroler Maler (* um 1460)

### Gestorben um 1520
- Hermann Bote, deutscher Zollschreiber, Chronist und Schriftsteller (* um 1450)